# Герб Касимовского района
Герб «муниципального образования — Каси́мовский муниципальный район Рязанской области» Российской Федерации — является официальным символом Касимовского района, его достоинства, исторического и административного значения, а также прав органов самоуправления Касимовского районного муниципального образования.
Герб утверждён решением Думы Касимовского муниципального округа от 26 сентября 2024 года.
Герб внесён в Государственный геральдический регистр под регистрационным номером 284.

## Описание герба
«В лазоревом (синем, голубом) поле серебряная волнистая перевязь, сопровождаемая вверху золотым корабельным основанием, обращённым косвенно к сердцу щита, а внизу — серебряным парусом с золотыми верёвками и серебряным флажком о двух косицах, обращённым вправо, на серебряной мачте; в золотой вольной части со скруглённым углом — старинная зелёная княжеская шапка, имеющая чёрную соболью опушку, над которой укреплено золотое украшение („городок“) с лазоревым самоцветным камнем. Щит увенчан золотой короной установленного образца».— Положение о гербе в редакции от 30 мая 2013 года
Воспроизведение герба допускается в цветном и одноцветном (черно — белом, рельефном) вариантах, в полной и в сокращённых версиях: в полной версии с изображением короны и вольной части; в сокращённой версии без короны с вольной частью; без короны и без вольной части.

## История герба
Первый вариант герба Касимовского района был утверждён 16 декабря 1997 года. Решение Касимовского районного Совета депутатов Рязанской области № 60 от 16 декабря 1997 года о гербе района.
В 1998 году рассмотрев рекомендации Государственной Геральдической комиссии при Президенте Российской Федерации (изложены в письмах от 19.03.1998 № А 30/104 и 28.04.1998 № А 30/200) 4 июня 1998 года Касимовский районный Совет депутатов утвердил новое описание герба.
Герб района был разработан районным архитектором Николаем Самочадиным и архитектором Сергеем Афониным. Автор рисунка герба — Михаил Шелковенко.
Герб Касимоского района был составлен из нижних частей исторических гербов Касимова и Елатьмы с внесением современной детали — изображения реки в виде серебряной перевязи влево.
Герб и его описание прошли геральдическую экспертизу и внесены в Регистр Государственной Герольдии при Президенте Российской Федерации.